# Плаюрі (Клуж)
Плаюрі (рум. Plaiuri) — село у повіті Клуж в Румунії. Входить до складу комуни Петрештій-де-Жос.
Село розташоване на відстані 309 км на північний захід від Бухареста, 21 км на південь від Клуж-Напоки.

## Населення
За даними перепису населення 2002 року у селі проживали 173 особи, з них 172 особи (99,4%) румунів. Усі жителі села рідною мовою назвали румунську.